# Мацусіма

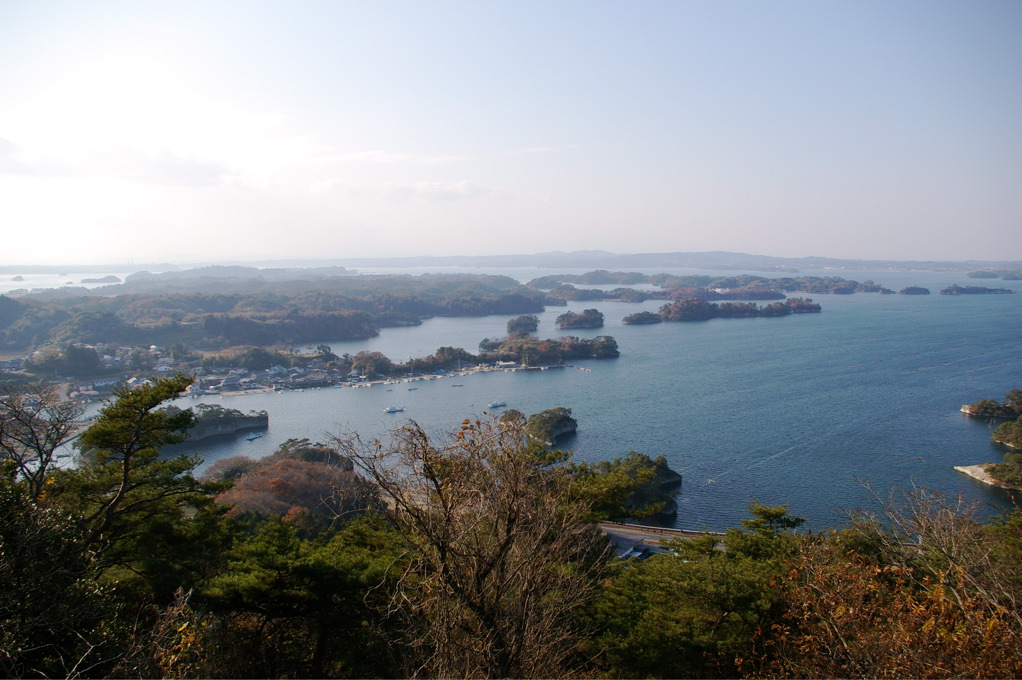
«Чудовий вид» Мацусіми з гори Отакаморі

38°21′20″ пн. ш. 141°04′35″ сх. д. / 38.355555555556° пн. ш. 141.07638888889° сх. д.
Мацусі́ма (яп. 松島, まつしま, МФА: [mat͡su̥ɕima], «Сосонові острови») — місцевість в Японії, в районі Мацусімської затоки префектури Міяґі. Належить до трьох найкрасивіших краєвидів країни.

## Короткі відомості
Мацусіма складається з понад 260 великих і малих островів, покритих багатолітніми соснами. Через морську ерозію острови мають дуже дивні обриси.
Мацусімою милуються, зазвичай, з чотирьох сусідніх гір — Отакаморі, Томі, Оґіґаяцу й Тамон. Кожен краєвид, що відкривається з цих точок, прийнято назвати різними іменами. Зокрема, з Отакаморі Мацусіма виглядає «чудовою», з Томі — «прекрасною», з Оґіґаяцу — «чарівною», з Тамон — «величною».
На території Мацусіми розташовані буддистський монастир Дзуйґандзі та храм Ґодай, синтоїстське святилище Сіоґама та Оглядова альтанка.
В японській поезії слово «Мацусіма» використовується як метафора краси.

## Краєвиди
На Мацусімі існує чотири чудові точки спостереження, звані «сокан», «рейкан», «юкан» та «ікан».

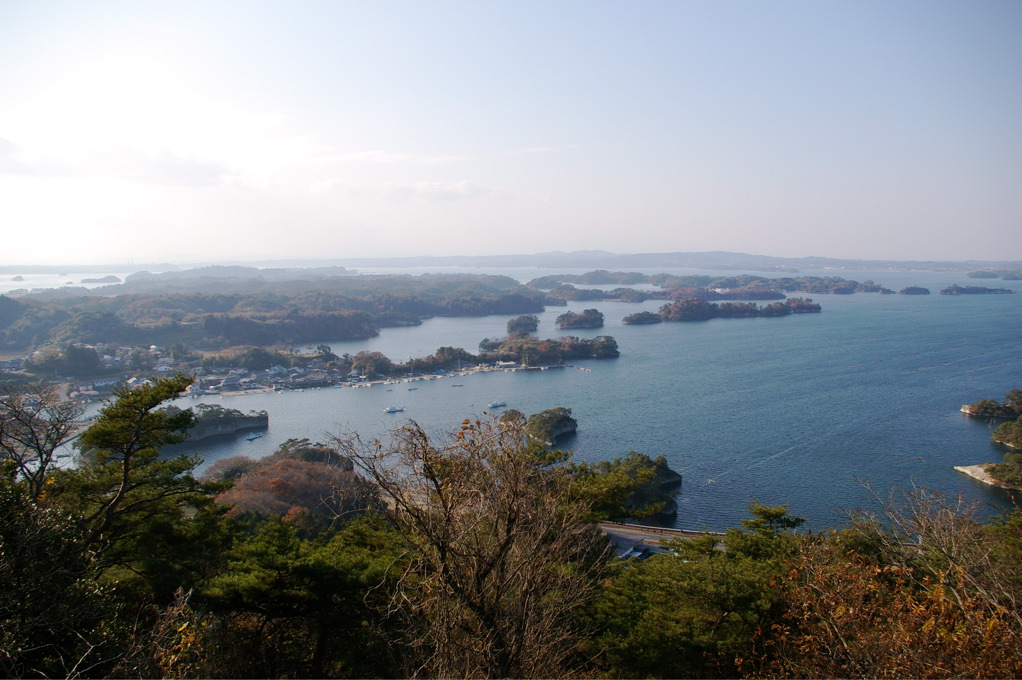
Краєвид з Отакаморі — сокан
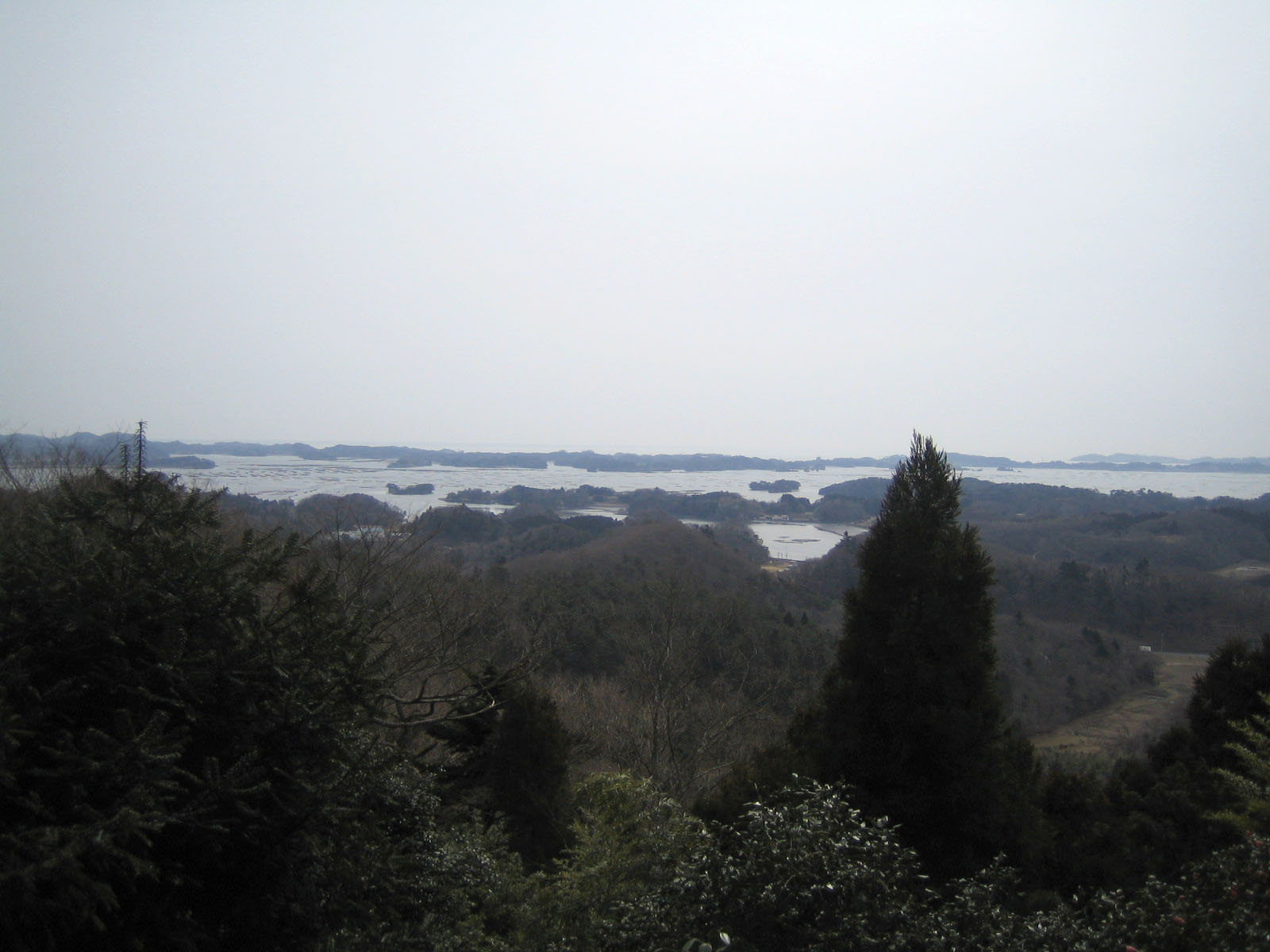
Краєвид з Тоямм — рейкан
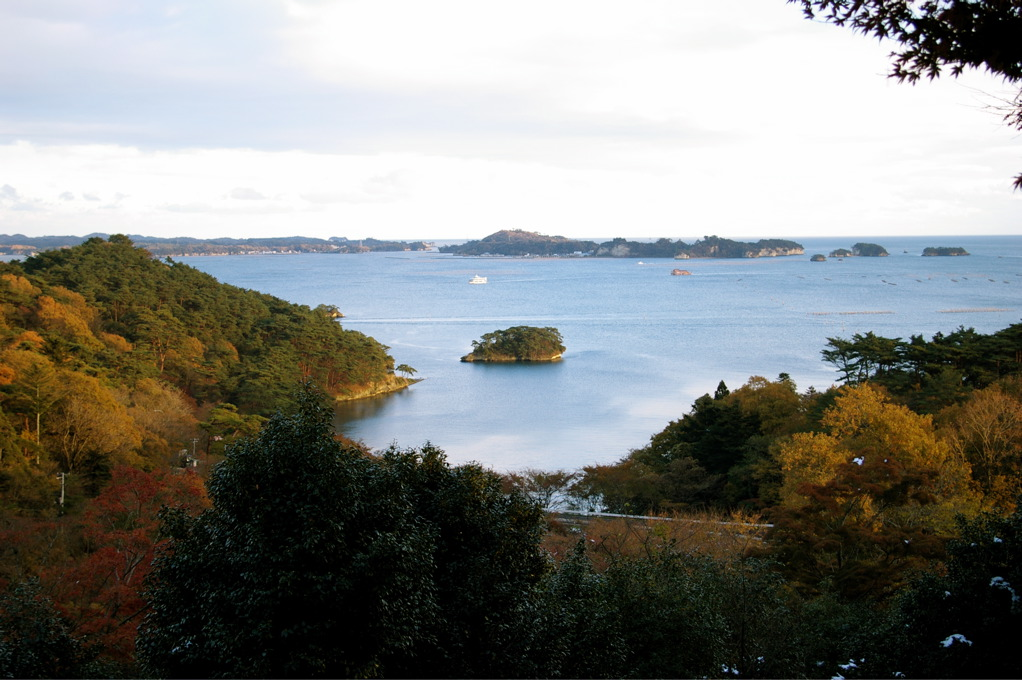
Краєвид з Огідані — юкан
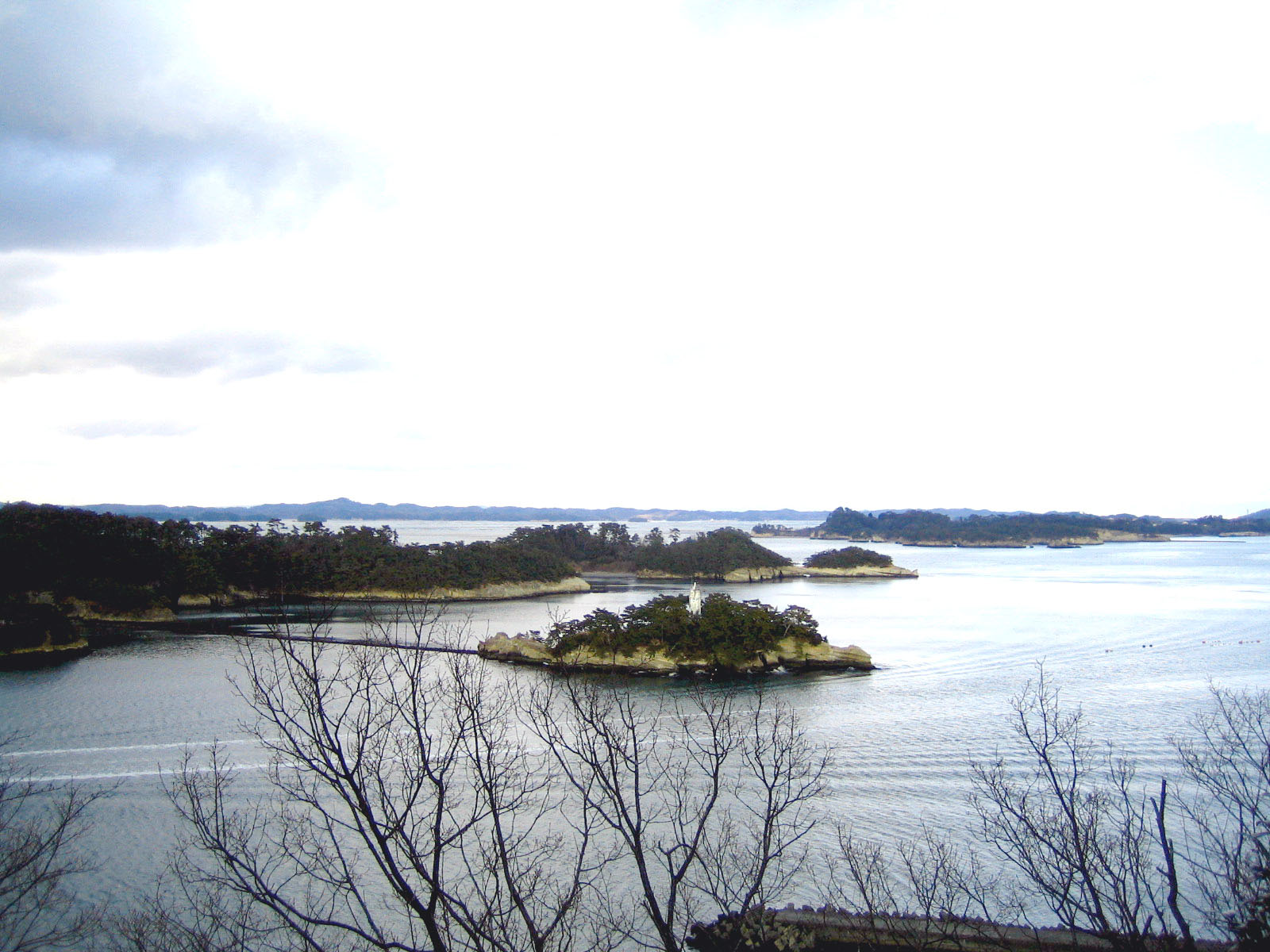
Краєвид з Тамонсана — ікан